# Stagno di San Giovanni
Lo stagno di San Giovanni è una zona umida situata nei comuni di Arbus e Terralba, in prossimità della costa occidentale della Sardegna.

Già dagli anni '70 inserito nella lista delle zone umide di importanza internazionale predisposta sulla base della convenzione di Ramsar, con la direttiva "Uccelli" n. 79/409/CEE adottata dell'Unione europea viene classificato zona di protezione speciale (ZPS). Condivide la stessa area ZPS (ITB034004) con gli stagni di Santa Maria e Pauli Biancu Turri e le lagune di Marceddì e Corru S'Ittiri.

Lo stagno appartiene al demanio della Regione Sardegna che concede lo sfruttamento professionale delle sue risorse ittiche; viene esercitata l'attività di pesca a diverse specie tra cui orate, mugilidi, spigole, anguille, granchi, sogliole, vongole e arselle.